# Plains, Georgia
Plains är en ort i Sumter County i sydvästra Georgia, USA. Plains har 573 invånare (2020). Jimmy Carter, som var USA:s president 1977–1981, föddes och var bosatt där till sin död den 29 december 2024.

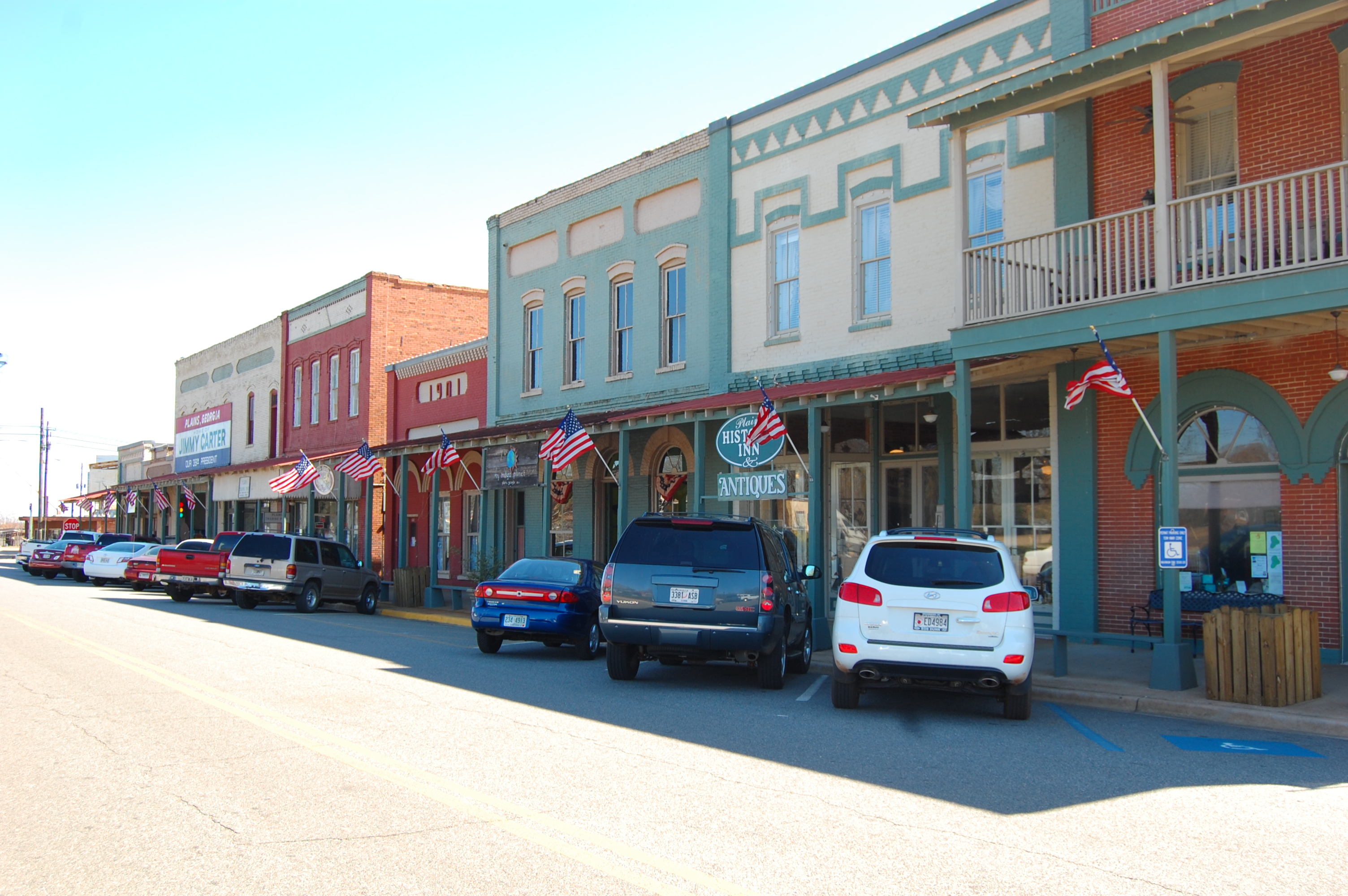
Butiker i Plains.
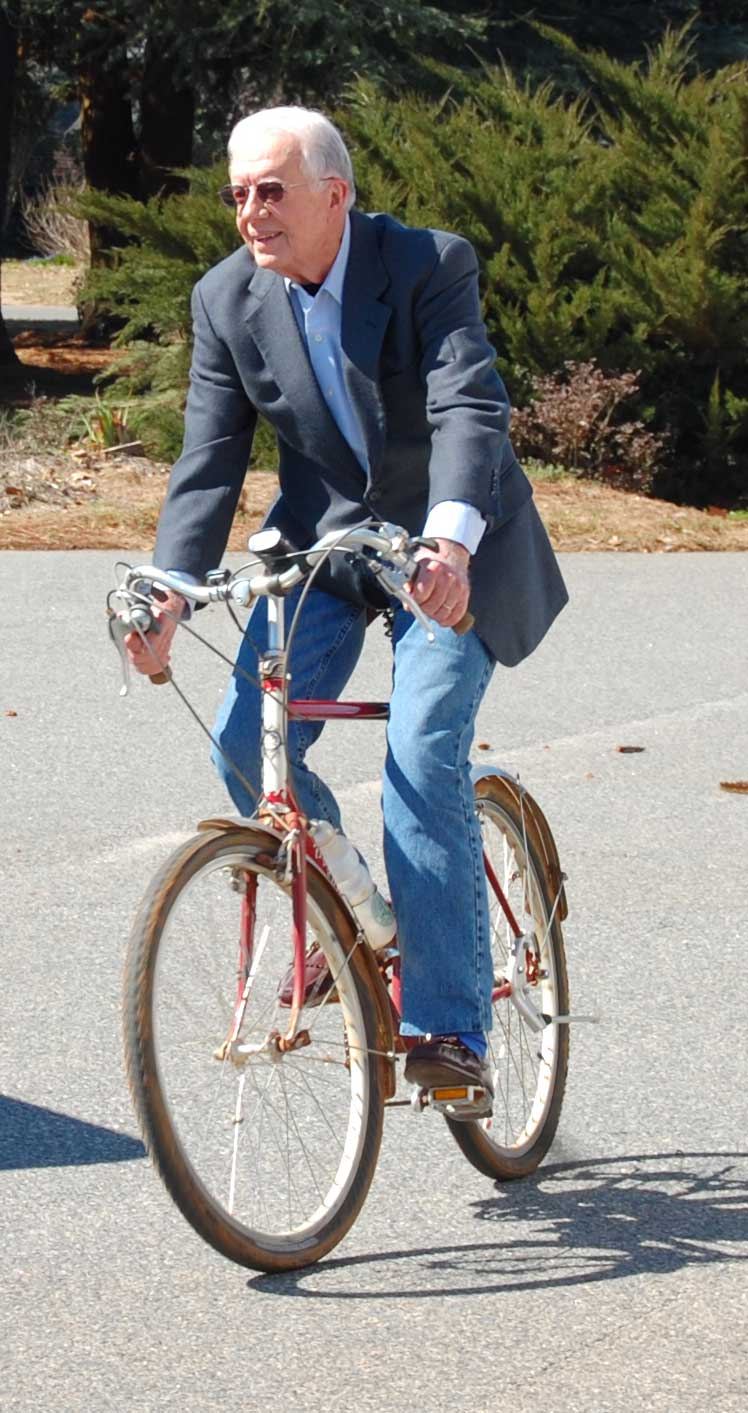
Jimmy Carter cyklar i sin hemstad Plains (2008).
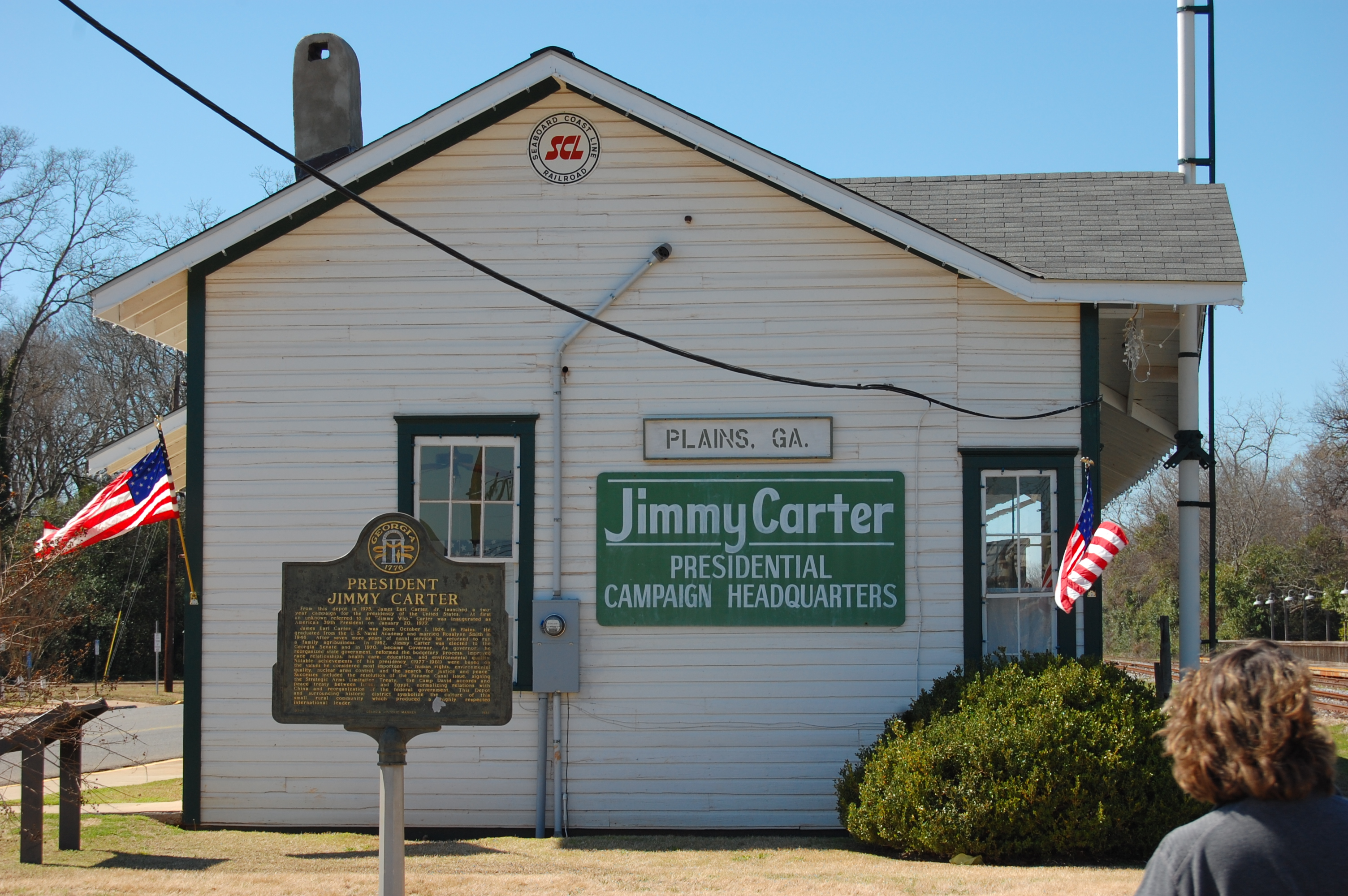
Carters tidigare valkampanjhögkvarter.